# Tandberg

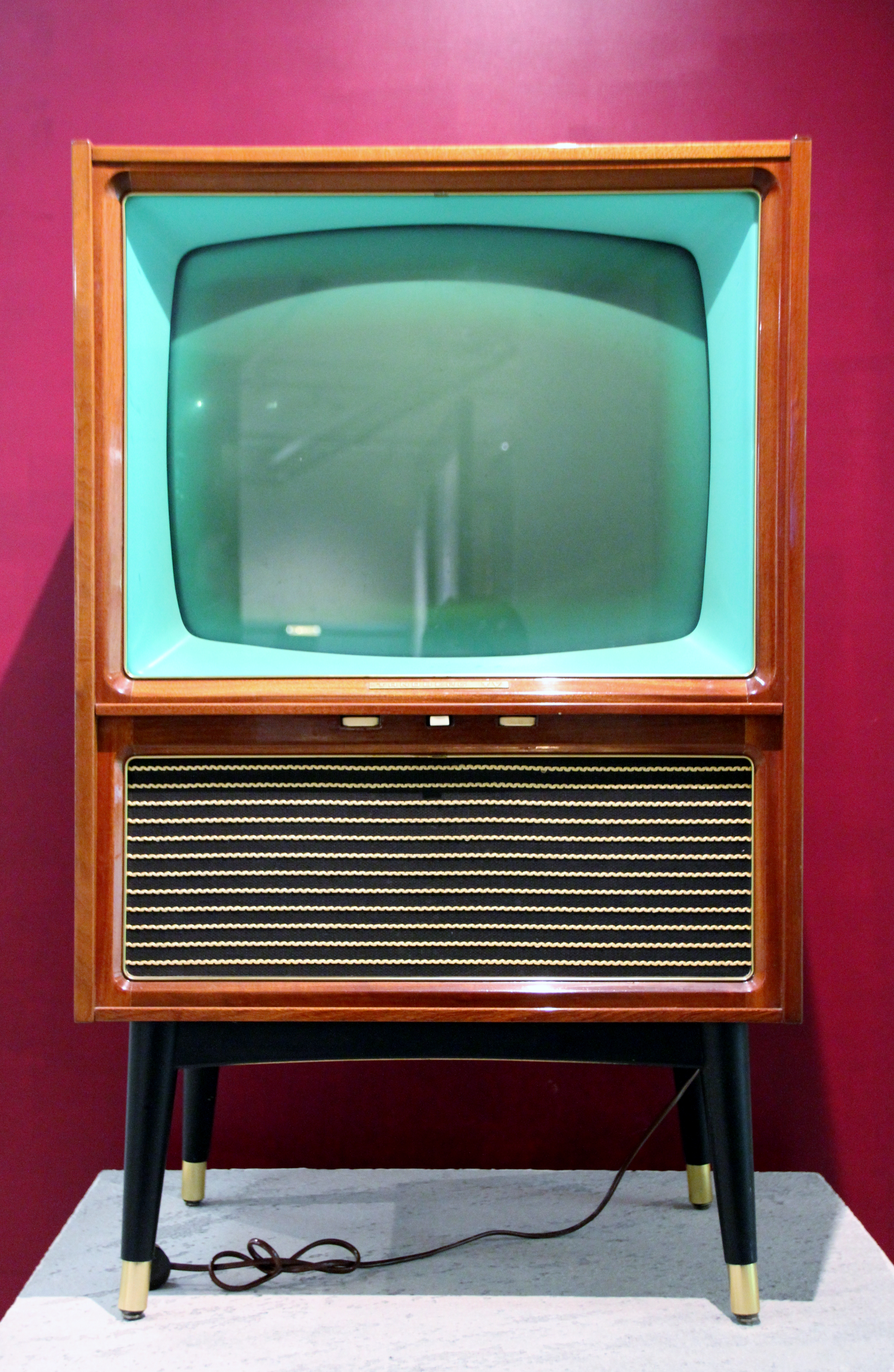
Televisor Tandberg 1962
(Oslo, Museo Nórdico)

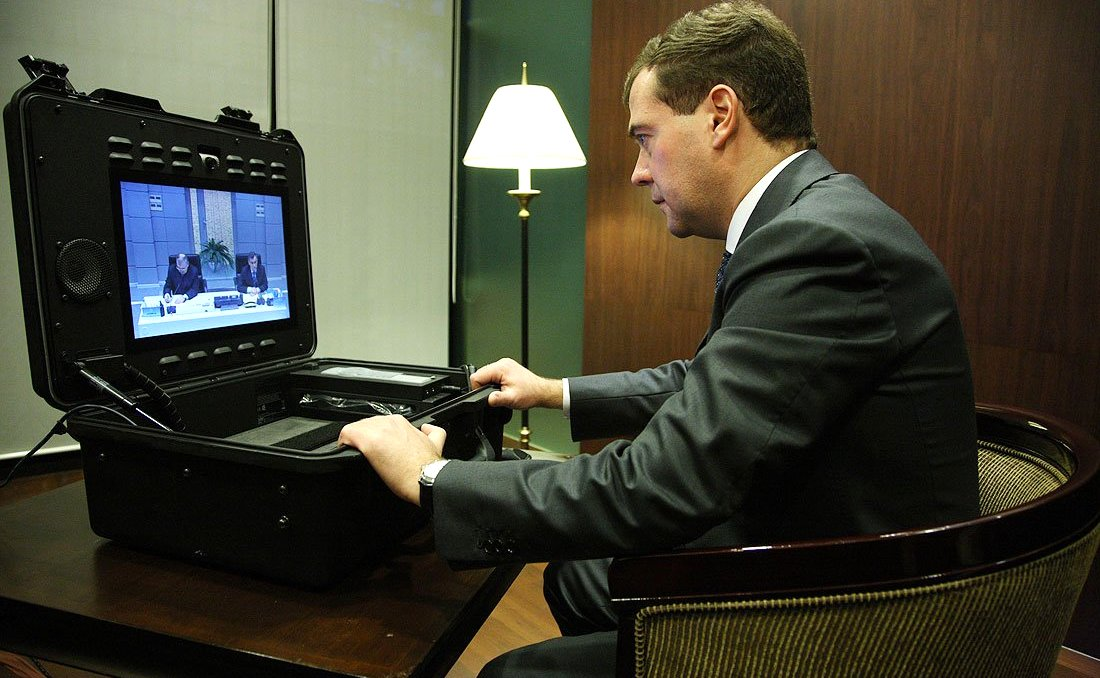
Dmitry Medvedev con Tandberg Tactical MXP. APEC Singapur 2009

Tandberg era un fabricante de productos electrónicos ubicado en Oslo, Noruega (producción, ventas y distribución) y en la ciudad de Nueva York, Estados Unidos (ventas y distribución). La compañía comenzó en el campo de la radio, pero se hizo más conocida por sus grabadoras de cinta de carrete a carrete, así como por magnetófonos de casset y televisores . La empresa original quebró en 1978, después de una fuerte recesión financiera. Al año siguiente, la empresa se volvió a formar mientras que su división de datos se dividió como Tandberg Data, incluida la división de grabación de cintas, que redujo su alcance a la grabación de datos .
Con el tiempo, la empresa original de Tandberg se involucró cada vez más en los sistemas de teleconferencia y se convirtió en líder en ese campo. El principal competidor de la empresa era Polycom y otros competidores eran HP, Sony, Radvision, VTEL y Aethra .
Cisco Systems adquirió Tandberg el 19 de abril de 2010. Tandberg Data es ahora oficialmente una empresa alemana y continúa fabricando sistemas de almacenamiento en cinta para computadoras.

## Historia

### Fábrica de Radios Tandberg
La empresa fue fundada por Vebjørn Tandberg como Tandbergs Radiofabrikk (Fábrica de radio de Tandberg) en Oslo en 1933. La primera radio de la compañía se llamó "Tommeliten" ( Tom Thumb ) y solo usaba auriculares. Esto fue seguido por el "Corona" con un altavoz. En 1934, se lanzó la primera radio "Huldra", seguida en 1936 por la "Sølvsuper". Durante los primeros años, las radios, los parlantes y los micrófonos fueron la principal salida de la fábrica. Las radios Sølvsuper y Huldra se convirtieron en la base del éxito de Tandberg.
A principios de la década de 1950, Tandberg abrió una sucursal en Kjelsås (en Oslo) para producir grabadoras de cinta de carrete a carrete . Su primer modelo se introdujo en el mercado en 1952. Durante la próxima década, Tandberg incorporó rápidamente una serie de conceptos de vanguardia; el Hi-Fi modelo 2 de 1956 tenía tres velocidades de transporte de cinta, lo que permitía una mejor respuesta de alta frecuencia. El modelo 3 Stereo de 1957 fue el primer sistema estéreo de Tandberg que permitía la reproducción de cintas estéreo; sin embargo, la capacidad de grabar en estéreo no estuvo disponible hasta la introducción del modelo 5 en 1958, que permitió la conexión de un amplificador de grabación externo a grabe el segundo canal en la cinta. Su primer sistema estéreo completo, el modelo 6 de 1960, presentaba cuatro amplificadores, dos para grabación y dos para reproducción respectivamente, lo que brindaba al operador un control total de ambos canales de audio. En la década de 1960, Tandberg introdujo la técnica de grabación de campo cruzado en el modelo 6X, lo que permitió que sus grabadoras manejaran frecuencias más altas que los modelos de la competencia. Tandberg autorizó el concepto a Akai, quien lo utilizó ampliamente en las décadas de 1970 y 1980, en sus grabadoras Akai y Roberts. En 1964, Tandberg inauguró un nuevo método de enseñanza de idiomas, el laboratorio de idiomas, y con él su primera grabadora de cinta totalmente transistorizada, el modelo 10, una grabadora diseñada para servir como grabadora de profesores en las aulas de idiomas. Sin embargo, la primera grabadora transistorizada comercializada para los consumidores fue el modelo 12 de 1966, que entre otras cosas presentaba entradas de micrófono de baja impedancia, diseñadas para su primer micrófono dinámico, el TM. 4. En 1969, Tandberg finalmente abandonó el uso de válvulas de vacío en sus grabadoras, y la 6X que había introducido la grabación de campo cruzado en el mundo, la última grabadora de válvulas aún fabricada por Tandberg, dejó de fabricarse. Ese mismo año, una nueva línea de grabadoras Tandberg transistorizadas entró en el mercado para llenar el vacío dejado por los modelos anteriores.
Las grabadoras de cinta Tandberg dominaban el mercado noruego y tenían una reputación de tecnología avanzada y alta calidad a precios razonables. Fue en las máquinas de carrete a carrete de Tandberg que el presidente John F. Kennedy grabó muchas reuniones en la Sala del Gabinete de la Casa Blanca, incluidas las asociadas con la crisis de los misiles en Cuba .
La fábrica de Kjelsås también comenzó a producir televisores en 1960 y, en 1966, se abrió una segunda planta de televisores en Kjeller en Skedsmo. Los televisores en color se agregaron a su línea en 1969. En 1972, Tandberg compró Radionette, otra gran empresa de electrónica noruega que ahora se enfoca en televisores. En 1976, los televisores eran el principal producto de Tandberg y sus fábricas empleaban a 3500 personas. Sin embargo, ese mismo año, una importante recesión económica afectó gravemente a la empresa y, en 1978, se declaró insolvente. Una revuelta de accionistas sacó a Vebjørn Tandberg del control de la empresa y se suicidó en agosto. En diciembre, la empresa se declaró en quiebra.

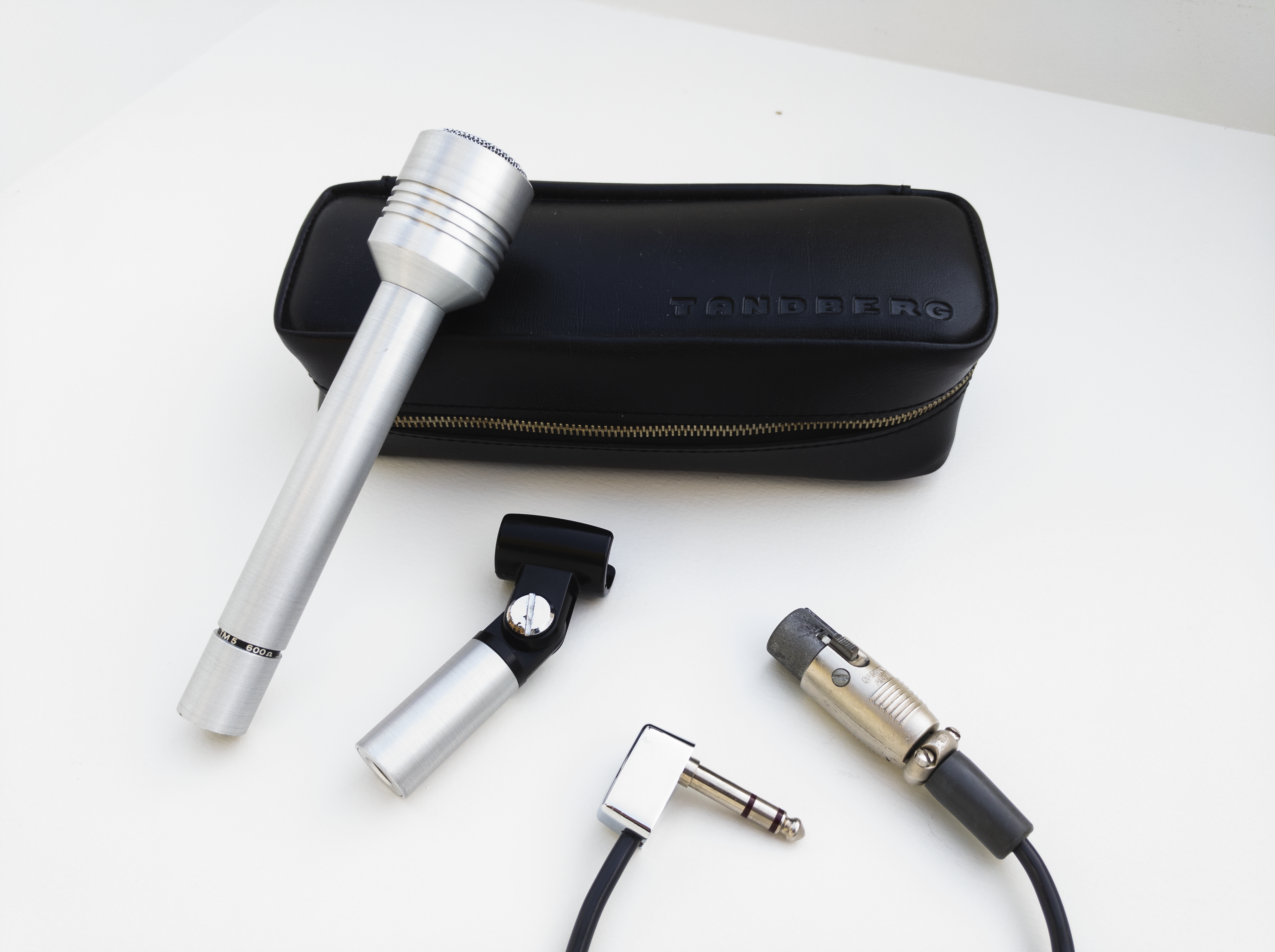
Micrófono Tandberg 5 (TM 5)

### Separación
A raíz de la quiebra, el Tandberg original se dividió en dos partes. Bajo el control de Siemens, Tandberg Data se hizo cargo de las partes de terminales informáticos y de grabación de cintas de la empresa, trasladando esta última exclusivamente al campo del almacenamiento informático . Las porciones restantes quedaron bajo el control de Norsk Data y perdieron La "Fabrica de Radio" para convertirse, simplemente, en Tandberg.
Tandberg continuó desarrollando tecnología de audio, incluidos Actilinear y Dyneq.
En 1984, la división de equipos de audio de consumo se escindió para convertirse en Tandberg Audio .

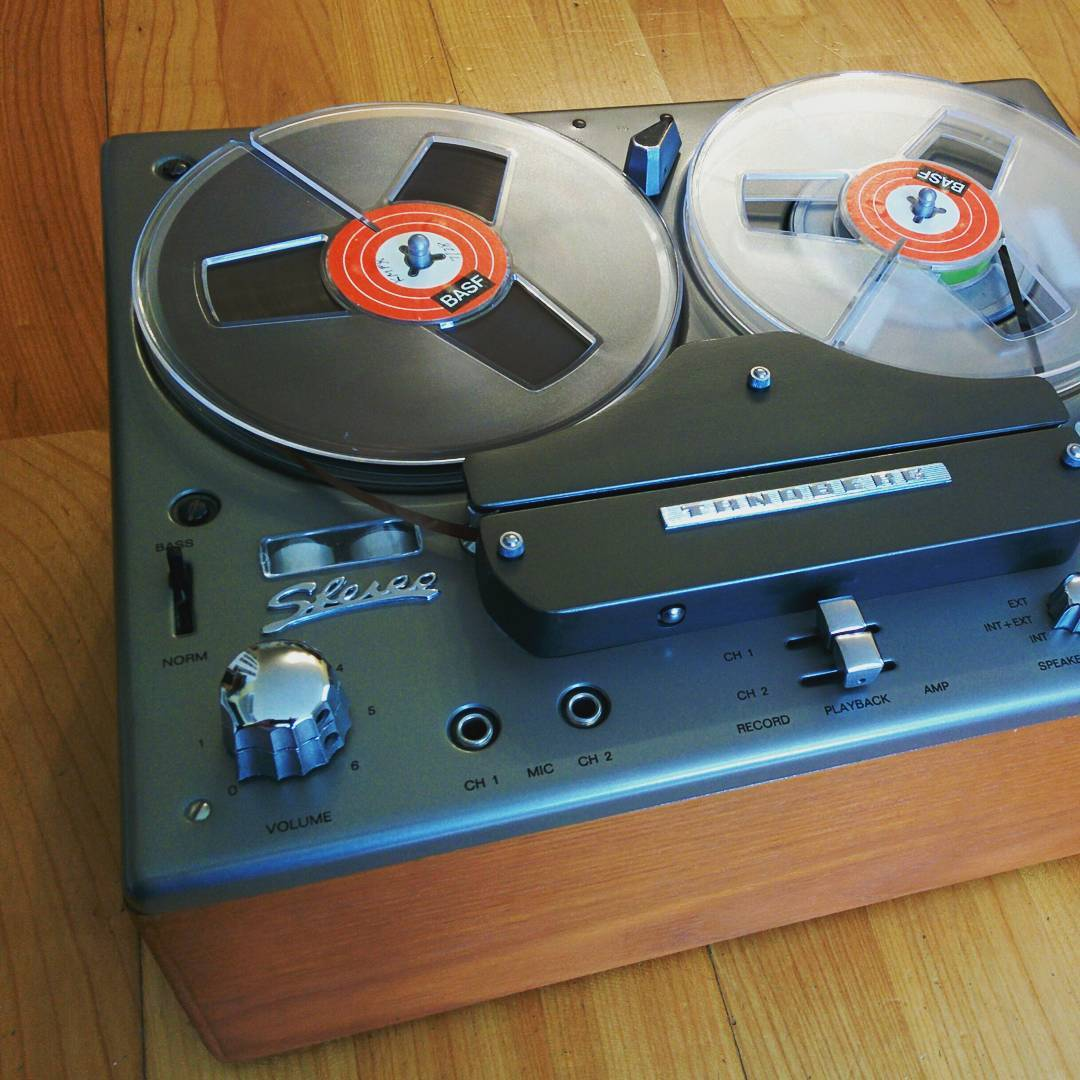
Grabadora Tandberg Modelo 74

El primer teléfono con imagen de Tandberg para ISDN se desarrolló en 1989, mientras que el teléfono con imagen totalmente integrado Vision H.320 se lanzó en 1993. Posteriormente, el enfoque se trasladó a sistemas de mayor rendimiento. – las series Grand Vision y Master Vision . También se agregaron nuevos puntos finales de escritorio – el Compact Vision y el Vision600 .
La primera oficina de EE. UU. abrió en 1995 en Connecticut . Se trasladó a Kansas City durante un breve período antes de trasladarse a Reston, Virginia en agosto de 1996. En 1997, la empresa adquirió dos empresas de ventas y distribución en América del Norte, estableciendo un punto de apoyo firme en el mercado de videoconferencias más grande del mundo. Creó dos grandes oficinas de ventas y soporte en EE. UU., una en Virginia y otra en Texas. La oficina en Reston, Virginia, sigue siendo la oficina más grande de los EE. UU. hasta el día de hoy.
También en 1997, las porciones de fabricación de televisores se convirtieron en Tandberg Television .
En 1999, la empresa adquirió la empresa de tecnología noruega Internet Technology AS, que tenía desarrolladores con experiencia en el estándar ITU H.323, especialmente en VoIP, proyectos como el primer servicio VoIP H.323 comercial del mundo lanzado en 1997 con Telenor .
En el año 2000, la empresa pasó a la videoconferencia basada en IP utilizando el estándar H.323, lo que hizo que toda la línea de productos fuera compatible con IP. Desde el año 2000, la empresa ha ampliado enormemente su línea de productos, al agregar MCU de clase empresarial, puertas de enlace, MCU de clase de proveedor de servicios y gatekeepers H.323 . En 2001, la empresa también adquirió una empresa de consultoría , Delante AS, lo que le permitió centrarse más en la integración y enlaces de software externo, especialmente la plataforma de Microsoft . En 2004, se adquirió Ridgeway Systems and Software, una casa de software con sede en el Reino Unido que se especializa en cortafuegos y NAT transversal. El resultado de esta adquisición fue la tecnología Tandberg Expressway Firewall Traversal, que permite que cualquier extremo de video H.323 realice llamadas a través de cualquier cantidad de firewalls o dispositivos NAT.
En julio de 2004, la compañía lanzó una nueva e importante línea de productos para terminales, la serie "MXP".
En febrero de 2005, la empresa lanzó el software SIP para todos sus terminales de video, así como una importante actualización de sus sistemas de video basados en SCCP .
En julio de 2005, la empresa adquirió IVIGO de TNO Telecom. IVIGO, con sede en los Países Bajos, desarrolló y comercializó con éxito soluciones de video con conmutación de circuitos para operadores de red UMTS, vendedores y proveedores de contenido. La puerta de enlace de video IVIGO 3G a H.323 ahora es utilizada por los sistemas de comunicaciones visuales de alta gama de Tandberg para conectarse por video a teléfonos portátiles 3G .

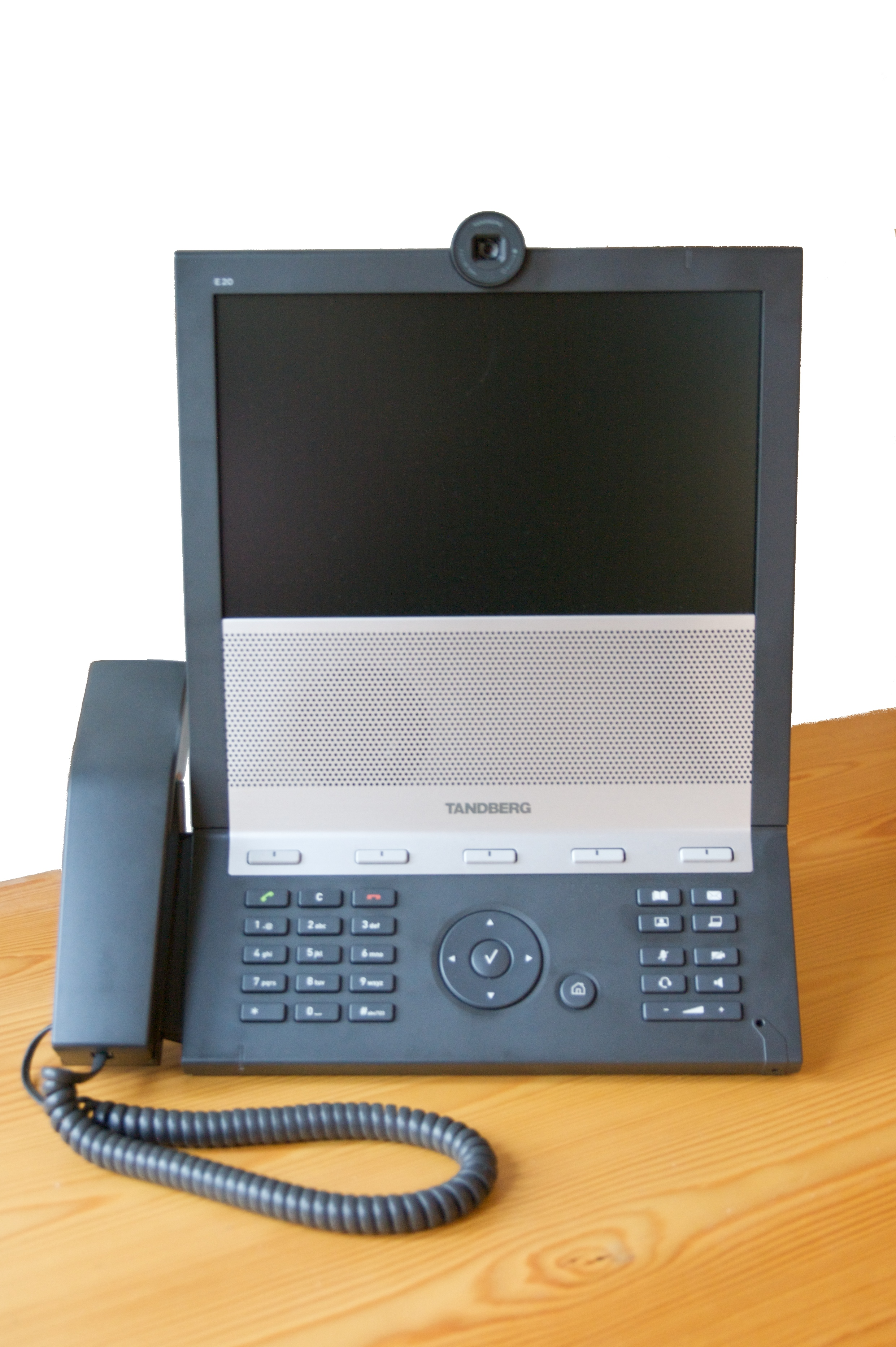
El sistema de videoconferencia personal Tandberg E20 se introdujo en 2008.

En septiembre de 2005, Cisco Systems lanzó oficialmente el Cisco 7985G, un videoteléfono de escritorio de marca compartida Cisco-Tandberg.
En octubre de 2005, la empresa adquirió Ectus, una empresa de desarrollo de software con sede en Nueva Zelanda que se especializa en software de transmisión y archivo.
El 16 de diciembre de 2005, Andrew Miller renunció como director ejecutivo y fue reemplazado por el director financiero Fredrik Halvorsen. Halvorsen era un empleado relativamente nuevo con experiencia en McKinsey .
En septiembre de 2007, la empresa adquirió Codian, un desarrollador rival de productos de infraestructura de videoconferencia, por $270 millones en efectivo y acciones.
En 2009, la compañía presentó la línea de productos de punto final "serie C" full-HD, incluidos los dispositivos de escritorio "serie EX", reemplazando progresivamente la serie de productos "MXP" anterior.
En octubre de 2009, Cisco Systems ganó $3 Oferta recomendada de mil millones para adquirir Tandberg. Después de subir su oferta a casi $3.4 mil millones, Cisco anunció el 4 de diciembre de 2009 que se habían ofrecido más del 90% de las acciones de Tandberg, lo que le permitió exprimir a los accionistas restantes. En febrero de 2011, Tandberg cambió oficialmente su nombre a Cisco, sin embargo, el nombre de Tandberg continúa usándose ampliamente (a partir de mediados de 2011).

### Codian
Codian es un antiguo proveedor de productos de videoconferencia. La empresa pasó a formar parte de Tandberg en 2007. Codian se fundó en 2002 y tiene su sede en Langley, Slough, Reino Unido. Sus principales productos incluían Unidades de Control Multipunto y pasarelas . Fue adquirida por Tandberg en 2007 por 270 millones de dólares y sus productos continuaron vendiéndose bajo la marca "Tandberg Codian". Cisco sigue apoyando y desarrollando los productos Codian bajo la misma marca, y Cisco utilizó la tecnología original de Codian para desarrollar su propia línea de servidores TelePresence .

## Empresas que comparten el nombre
También existen otras empresas denominadas Tandberg con raíces en la misma casa matriz, aunque no necesariamente con propiedad común:
- SANAKO /Tandberg Educativo
- audio
- Tandberg Unterrichtstechnik (Alemania)
- Datos de Tandberg
- Almacenamiento Tandberg
- Telecomunicaciones de Tandberg – subsidiaria de propiedad total
- Televisión Tandberg

## productos

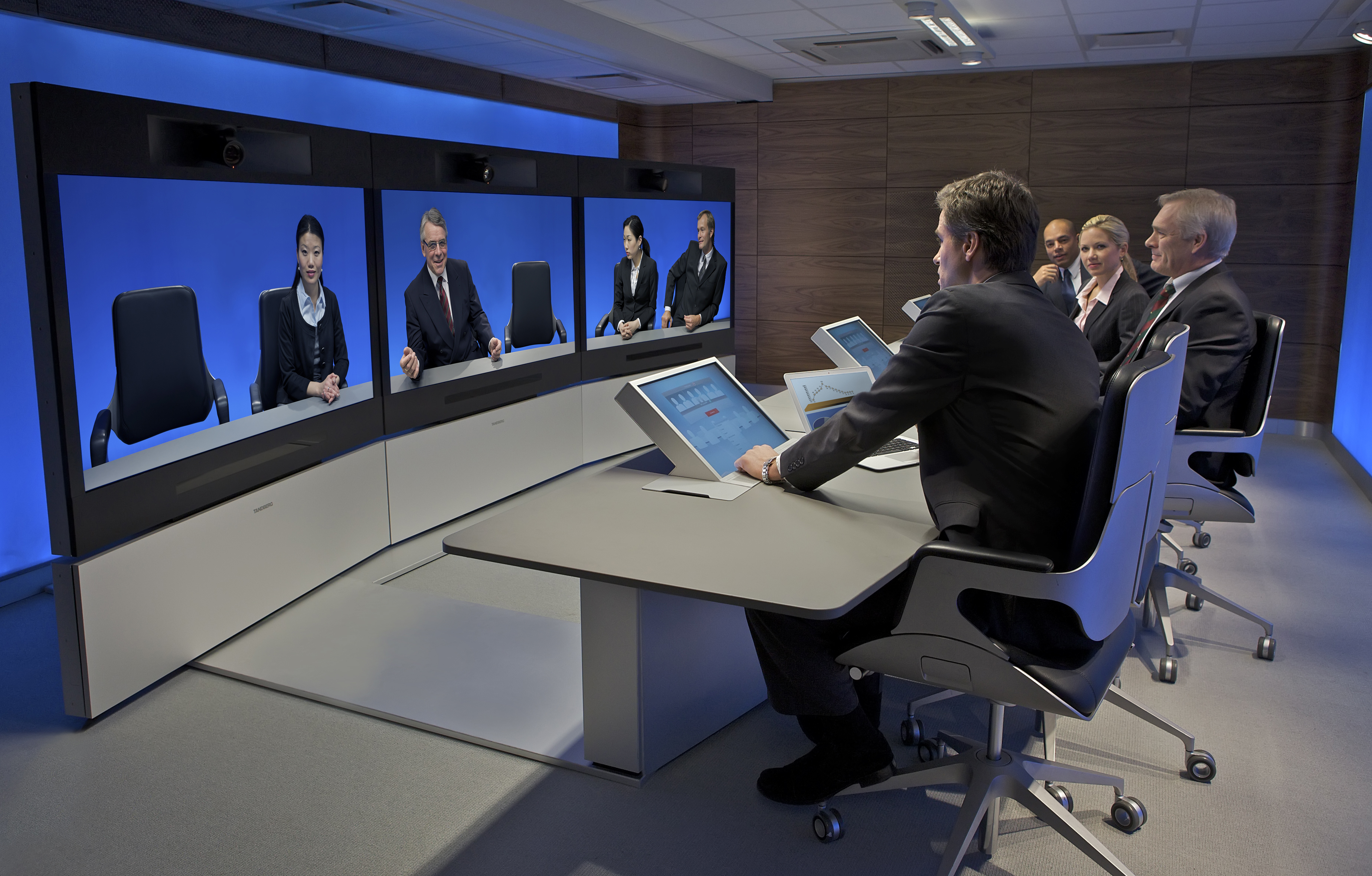
Una sala de telepresencia de alta resolución Tandberg T3 en uso (2008).

- Sistemas de conferencias inmersivas: Tandberg T1 y T3,[18][19]
- Sistemas personales como sistemas de escritorio, teléfonos VOIP habilitados para video y soluciones de videoconferencia para teléfonos móviles y tabletas[20]
- Sistemas de control de llamadas como el servidor de comunicación por video o el administrador de comunicaciones unificadas de nivel empresarial[21]
- Videoconference Manager: Cisco Telepresence Manager y la suite de software para gestionar el CTM. El CTM permite conectar cualquier dispositivo en una sola llamada de conferencia de "Telepresencia"[22]
- Director de CTM para la gestión de toda la empresa de todos los puntos finales de CTM[23]
- Sistemas de infraestructura :

- servidor de telepresencia
- Sistemas de videoconferencia multipunto de la serie MSE 8000
- Puentes de conferencia MCU: series MCU 4200 y 4500
- Sistema de procesamiento de medios: MPS200 y MPS800
- Conmutadores multipunto Cisco Telepresence: combine cualquier tipo de puntos finales TP en una sola llamada
- Infraestructura: Puerta de enlace de medios avanzada, servidor de puerta de enlace IP, servidores de puerta de enlace IP/RDSI y servidores de contenido
- Grabadores de conferencias: Tandberg IP VCR y Cisco Telepresence Recording server para permitir la grabación de videoconferencias multipunto
- Servicios de videoconferencia en la nube: permite videoconferencias entre diferentes empresas que cruzan las propias fronteras (de la red), pero manteniendo un alto nivel de seguridad.

Con el sistema de soporte incluido en los sistemas inmersivos o servidores de administración dedicados, todos estos sistemas pueden interactuar entre sí y usarse en una sesión de conferencia: las personas que usan un teléfono inteligente o tableta con video pueden participar en una configuración de llamada de conferencia usando el CTS modelos, y todo el mundo recibe automáticamente tanto la calidad de imagen como las características óptimas para su sistema. El protocolo de propiedad utilizado en los sistemas Immersive TP puede interactuar con los estándares abiertos de la industria utilizados en teléfonos móviles, tabletas y dispositivos VOIP habilitados para video, independientemente de su proveedor: cualquier dispositivo puede conectarse a cualquier otro sistema La cartera de productos de Las soluciones de videoconferencia existentes de Cisco y los sistemas Tandberg ahora se combinan en una cartera. Los nombres de los productos de Tandberg han cambiado, pero todavía se ofrecen con la marca Tandberg, y aún quedan superposiciones en la cartera.

## Controversias
En noviembre de 2010, Fiona Glaser, una desarrolladora de x264, publicó información en la que afirma que una de las solicitudes de patente de Tandberg Telecom de diciembre de 2008 contiene una descripción paso a paso de un algoritmo que comprometió con la base de código x264 unos dos meses antes. Esto fue transmitido por los medios, que comentaron que el empleado que presentó la patente estaba siguiendo el canal de desarrollo IRC del proyecto x264 y era conocido por los desarrolladores del proyecto, lo que llevó a Tandberg a afirmar que descubrieron el algoritmo de forma independiente. Copias de correos electrónicos que demuestran esto, junto con una declaración jurada y una declaración de divulgación de información fueron presentadas por Tandberg ante la Oficina de Patentes y Marcas de los Estados Unidos en junio de 2011.